# Friedrich David Gräter

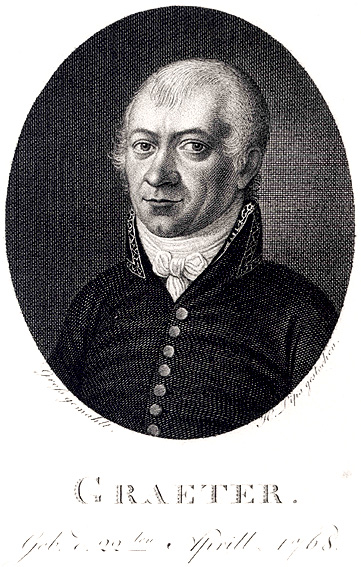
Friedrich David Gräter

Friedrich David Gräter (* 22. April 1768 in Schwäbisch Hall; † 2. August 1830 in Schorndorf) war einer der Begründer der wissenschaftlichen Nordistik in Deutschland.

## Leben
Der aus einer alten Bürgerfamilie der Reichsstadt Schwäbisch Hall stammende Friedrich David Gräter besuchte das Gymnasium seiner Vaterstadt, studierte ab 1786 in Halle Theologie, Philosophie und Philologie, setzte sein Studium in Erlangen fort und wurde 1789 als Lehrer für Griechisch und Hebräisch an das Schwäbisch Haller Gymnasium berufen. 1804 übernahm er als Rektor dessen Leitung. In dieser Position bemühte er sich stark um Ausbau und Erhalt seiner Schule, konnte aber nicht verhindern, dass König Friedrich I. von Württemberg sie 1811 zur Lateinschule degradierte. 1818 erhielt er die Berufung zum Rektor des Gymnasiums in Ulm sowie zum Pädagogarchen des Donaukreises. 1826 wurde er in den Ruhestand versetzt, den er in Schorndorf verbrachte. Friedrich David Gräter war in erster, kinderloser Ehe mit Christiane Spittler, in zweiter Ehe mit Maria Elisabetha geb. Hofmann, verwitwete Seiferheld und Haspel verheiratet, mit der er eine Tochter hatte. Er wurde 1791 Mitglied im Pegnesischen Blumenorden in Nürnberg unter dem Mitgliedsnamen „Vergißmeinnicht“ und Nummer 214, 1792 korrespondierendes Mitglied der Akademie der Wissenschaften zu Berlin.

## Bedeutung
Gräter stand in regem Briefwechsel mit Persönlichkeiten wie Christoph Martin Wieland und Johann Gottfried von Herder. Von Bedeutung sind vor allem seine Forschungen zur deutschen Volkskunde und zur nordischen Altertumskunde (Skandinavistik). Er hat sich als erster in Deutschland nach streng wissenschaftlichen Kriterien mit der altnordischen Sprache und Literatur beschäftigt. 1789 veröffentlichte er als Erstlingswerk eine Anthologie altnordischer Gedichte unter dem Titel „Nordische Blumen“. Es folgten zahlreiche weitere Editionen und Untersuchungen zu altnordischen Themen, vor allem in den von Gräter herausgegebenen Zeitschriften „Bragur“ und „Idunna und Hermode“. Gräter beschäftigte sich ebenfalls mit „altdeutschen Studien“, womit neben älterer Literatur auch Volkslied, Brauchtum und anderes gemeint waren. Mit seiner Einsicht in den historischen Charakter der Volksüberlieferung war er seiner Zeit voraus. Seine wissenschaftlichen Verdienste wurden durch eine erbitterte Auseinandersetzung mit den Brüdern Wilhelm und Jacob Grimm in den Schatten gestellt, deren von der Romantik geprägten Auffassungen er widersprach. Das auf wissenschaftlichen Differenzen ebenso wie auf persönlicher Antipathie beruhende, abschätzige Urteil der Brüder Grimm über ihren Gegner wurde in der Wissenschaftsgeschichte lange Zeit ungeprüft wiederholt: „Es ist den Brüdern Grimm fast gelungen, den Begründer der wissenschaftlichen Nordistik in Deutschland totzuschweigen“ (Anne Heinrichs).

## Schriften (Auswahl)
- Nordische Blumen, Gräff, Leipzig 1789.
- Gesammelte poetische und prosaische Schriften, Band 1, Mohr und Zimmer, Heidelberg 1809.
- Zerstreute Blätter, 2 Bände, Ulm 1822/1824.
- Briefe über den Geist der Nordischen Mythologie und Dichtkunst, Ulm 1823.
- Versuch einer Einleitung in die Nordische Alterthumskunde, vorzüglich für Dichter und Künstler, 2 Bände, Hilscher, Dresden 1829/1831.
- Über Fulda's Leben, Studien und sein System gemeinschaftlicher Urwurzeln aller menschlicher Sprachen, Nast, Ludwigsburg 1831.
- Briefwechsel zwischen Jacob Grimm und Friedrich David Graeter aus den Jahren 1810–1813, Henninger, Heilbronn 1877.